# 6918 Manaslu
6918 Manaslu este un asteroid din centura principală de asteroizi.

## Descriere
6918 Manaslu este un asteroid din centura principală de asteroizi. A fost descoperit pe 20 martie 1993 la Nyukasa de Masanori Hirasawa și Shohei Suzuki. Asteroidul prezintă o orbită caracterizată de o semiaxă mare de 2,41 ua, o excentricitate de 0,14 și o înclinație de 1,9° în raport cu ecliptica.